# NBCラジオ ザ・チャージ!
『NBCラジオ ザ・チャージ!』は、長崎放送（NBCラジオ）で2020年3月30日から2023年9月29日まで放送されていたニュース番組である。

## 概要
ニュース番組枠『NBC Lスタチャージ!』（2019年4月1日スタート、17:44 - 18:20）を2020年春改編で1時間30分にワイド化。『“知りたい”をチャージする』をコンセプトに、長崎本局と佐賀局に別々にパーソナリティを起用し両局から情報を伝える。JRN各局全国ネット『ネットワークトゥデイ』、17:50からの『NBCラジオ50ニュース』などを内包。パーソナリティは最初、月曜 - 木曜と金曜日は別々だったが、2021年4月からは月曜 - 金曜通しての出演となった。
2023年10月から、長崎放送でもネットされているTBSラジオのワイド番組『こねくと』（月 - 木曜）と『金曜ワイドラジオTOKYO えんがわ』（金曜）の放送時間が14:00 - 17:30にそれぞれ変更・1時間拡大となる。これに伴う当番組の扱いは2023年8月31日時点では不明だったが同年9月29日をもって終了することが決まった。後番組は10月2日から『ONOUE BASE』をパーソナリティは佐々野宏美で17:15 - 18:20に放送することになった。

## 放送時間
- 月曜 - 金曜 17:15 - 18:45（2020年3月30日 - 2023年9月29日）

## パーソナリティ
- 平松誠四郎 （長崎局　最初月曜 - 木曜、2021年4月から月曜 - 金曜）
- 斉藤絹子 （佐賀局　最初月曜 - 木曜、2021年4月から月曜 - 金曜）

### 過去のパーソナリティ
- 寄川淑仔 （長崎局　2020年4月 - 2021年3月　金曜）
- 岡本憲明 （佐賀局　2020年4月 - 2021年3月　金曜）

## タイムスケジュール
- 17:15 - オープニング
- 17:30 - ネットワークトゥデイ（TBSラジオ）
- 17:45 - 道路混雑情報
- 17:50 - NBCラジオ50ニュース
- 18:20 - 道路混雑情報（佐賀）
- 18:38 - 道路混雑情報（長崎）